# Nicolás Martín Cinto
Nicolás Martín Cinto (Madrid, 7 de noviembre de 1944) es un antiguo diplomático español. 
Licenciado en Derecho, ingresó en 1979 en la carrera diplomática. Ha sido cónsul de España en Metz, Bremen, Marsella, Mónaco y Rosario, y vocal asesor en el Gabinete del subsecretario de Asuntos Exteriores y en el Ministerio del Interior. En 2004 fue nombrado presidente de la Comisión de Límites con Portugal y Francia. De enero de 2006 a noviembre de 2010 fue embajador de España en la República de Kenia, siendo sustituido por Javier Herrera García-Canturri. Fue nombrado embajador de España en Colombia el 16 de noviembre de 2010, sustituyendo a Andrés Collado González.